# Булуг аль-Марам
Булуг аль-Марам мін Аділлат аль-Ахкам, (араб. بلوغ المرام من أدلة الأحكام) переклад: «Досягнення мети згідно зі свідченнями постанов» за авторством аль-Хафіза ібн Хаджара аль-ʿАскалані (1372—1448) — це збірка хадисів, що відноситься до галузі Шафійської юриспруденції. Цей жанр арабською мовою називається Ахадіс аль-Ахкам.

## Особливості
Булуг аль-Марам містить 1358 хадисів. Наприкінці кожного хадису, переданого в цій книзі, ібн Хаджар аль-ʿАскалані пише, хто першим зібрав цей хадис. Булуг аль-Марам містить хадиси, взяті з численних першоджерел, таких як Сахіх аль-Бухарі, Сахіх Мусліма, Сунан Абу Дауда, Джамі ат-Тірмізі, Сунан ан-Насаї, Сунан ібн Маджа, Муснад Ахмада ібн Ханбала та інших авторитетних збірок.
Унікальна відмінність полягає в тому, що всі хадиси, зібрані в книзі, були основою для постанов Шафійської ісламської юриспруденції.
На додаток до згадки про походження кожного хадису в Булуг аль-Марам, Ібн Хаджар аль-ʿАскалані також включив порівняння між версіями хадисів, які походять з різних джерел, що є надзвичайно цінним для дрежелознавчих досліджень. Завдяки своїм унікальним якостям він все ще залишається широко використовуваним збірником хадисів.

## Зміст
Книга поділена на 16 розділів:
1. Очищення
2. Молитва
3. Похорон
4. Закят
5. Піст
6. Паломництво
7. Торгівля
8. Шлюб
9. Злочини
10. Види покарань
11. Джигад
12. Їжа
13. Клятви й обітниці
14. Суд
15. Звільнення рабів
16. Загальні приписи

## Пояснення
- аль-Бадр аль-Тамам від аль-Хусайна ібн Мухаммада аль-Магрібі
- Субул аль-Салам від Мухаммада ібн Ісмаіла аль-Аміра аль-Санʿані, який скоротив аль-Бадра аль-Тамама

## Інші книги жанруАхадіс аль-Ахкам
- Тахдіб аль-Атар Мухаммада ібн Джаріра аль-Табарі
- Сунан аль-Вуста Ахмада Байхакі
- Сунан аль-Кубра Ахмада Байхакі
- «Умда аль-ахкам» Абд аль-Гані аль-Макдісі
- Аль-Мунтака Маджда ібн Таймії пояснюється Мухаммадом аш-Шаукані в Найль аль-Автар Шарх Мунтака аль-Ахбар

## Публікації
- Булуг Аль-Марам : Досягнення мети згідно зі свідченнями обрядів[1]